# Oxyurini
Gli Oxyurini Swainson, 1831 sono una tribù di anatre della sottofamiglia Anserinae. Tutti gli uccelli ad essa appartenenti, noti come gobbi, si contraddistinguono, tra l'altro, per il largo e piatto becco, e per la lunga e rigida coda, che durante il nuoto viene tenuta ora diritta ora piegata sull'acqua.

## Descrizione
Nella maggior parte delle specie, maschi e femmine sono caratterizzati da una diversa colorazione della livrea.
Agli Oxyurini più tipici appartengono il gobbo mascherato (Nomonyx dominicus), che vive nelle Indie Occidentali, e il gobbo rugginoso (Oxyura leucocephala): in entrambe le specie i maschi hanno una livrea nuziale di colore castano rossiccio scuro, e come tutti gli Oxyurini il becco di un vivace colore blu. Il piumaggio del capo è variamente sfumato di nero, bianco e bruno; le femmine hanno un mantello di colore bruno polvere. Il gobbo della Giamaica (Oxyura jamaicensis) vive, suddiviso in due sottospecie, nell'America settentrionale e meridionale. Nella zona attorno a Valparaíso (Cile), il suo territorio di diffusione si unisce a quello del gobbo lacustre (Oxyura vittata), senza però che ciò porti alla formazione di gruppi misti. Altre specie sono il gobbo beccazzurro (Oxyura australis) dell'Australia e il gobbo maccoa (Oxyura maccoa) dell'Africa.

## Biologia
Particolare interesse presenta il comportamento degli Oxyurini durante la parata nuziale: in tale occasione il maschio solleva la coda tenendola rigida, e presenta alla femmina la regione sottocaudale, dalla luminosa colorazione bianca. Spesso, inoltre, il maschio non si limita soltanto a sollevare la coda, ma riempie completamente d'aria il collo: battendo poi il becco contro questo, spreme fuori dalle penne l'aria, che si solleva sotto forma di piccole bollicine. Le uova che compongono la covata sono piuttosto grandi; il maschio divide con la femmina il compito di allevare i piccoli.

## Tassonomia
La tribù Oxyurini comprende i seguenti generi e specie:
- Genere Heteronetta Salvadori, 1865
  - Heteronetta atricapilla (Merrem, 1841) - gobbo testanera
- Genere Nomonyx Ridgway, 1880
  - Nomonyx dominicus (Linnaeus, 1766) - gobbo mascherato
- Genere  Oxyura Bonaparte, 1828
  - Oxyura jamaicensis (J.F.Gmelin, 1789) - gobbo della Giamaica
  - Oxyura ferruginea (Eyton, 1838)- gobbo rugginoso americano
  - Oxyura vittata (Philippi, 1860) - gobbo lacustre
  - Oxyura australis Gould, 1837 - gobbo beccazzurro
  - Oxyura maccoa (Eyton, 1838) - gobbo maccoa
  - Oxyura leucocephala (Scopoli, 1769) - gobbo rugginoso